# MENT RECORDING
株式会社MENT RECORDING（メント レコーディング、英: MENT RECORDING inc.）は、2022年に設立されたレコード会社、および同名のレコードレーベルである。販売元はエイベックス・エンタテインメント。

## 概要
2022年1月に、旧ジャニーズ事務所所属でavex trax所属だった20th CenturyやKis-My-Ft2とSnow Man等がジャニーズとAvexが共同で設立した同レーベルに移管することが発表された。社名の「MENT」のMはMusic、EはEntertainment、NはNetwork、TはTransmissionを意味するという。 同年3月1日には日本レコード協会賛助会員に入会。
設立時の代表取締役は藤島ジュリー景子。取締役には滝沢秀明も名を連ねていた。 なお、ジャニーズ問題を受けて2024年5月30日にジュリー氏は社長を辞任し、現在の代表取締役は樋口慎太郎と篠麻衣子である。 樋口慎太郎はavex関連会社の会長職も務めている。
avex traxに所属していた元V6のメンバー（20th Century、三宅健は退所まで所属していた）も当レーベルに所属している。
所属グループのうちSnow Manは2020年のデビュー以来高い人気を維持しており、発売するCDは毎度100万枚近く売り上げるなど、このレーベルのみならず、STARTO ENTERTAINMENT所属グループの中でもトップクラスの売り上げを維持している。

## 所属アーティスト
※全アーティストのレーベル参加は、2022年より所属。
- 20th Century（1997年~）
- Kis-My-Ft2（2011年~）
  - 舞祭組（2013年~）
- Snow Man（2020年~）

## かつて所属していたアーティスト
- 三宅健（2022年~2023年5月2日）

## 役員
- 代表取締役：樋口慎太郎、篠麻衣子 (2024年5月30日就任）[5]
  - 元代表取締役：藤島ジュリー景子 (2024年5月30日辞任）[5]
- 取締役：樋口慎太郎、篠麻衣子、橋本信介[5]
  - 元取締役：滝沢秀明 (2022年10月31日辞任)[5]